# Ameli Haager
Ameli Haager es una deportista alemana que compitió en escalada. Ganó una medalla de plata en el Campeonato Europeo de Escalada de 1996, en la prueba de velocidad.

## Palmarés internacional
| Campeonato Europeo | Campeonato Europeo | Campeonato Europeo | Campeonato Europeo |
| Año                | Lugar              | Medalla            | Prueba             |
| ------------------ | ------------------ | ------------------ | ------------------ |
| 1996               | París (Francia)    | Medalla de plata   | Velocidad          |